# Флэг-Фен

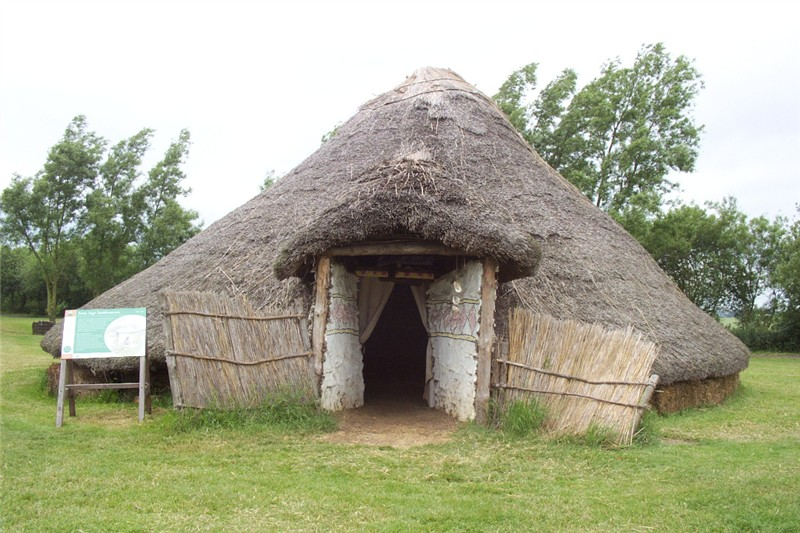
Реконструкция круглого дома, Флэг-Фен

Флэг-Фен, англ. Flag Fen около Питерборо в Англии — археологический памятник эпохи бронзового века, возможно, религиозный центр. Здесь обнаружено большое количество свай, расположенных в пять очень длинных рядов (около 1 км), соединяющих остров Уитлси (англ.) с Питерборо через болотистую местность. Примерно посредине данной конструкции находится небольшой искусственный остров, где, как предполагается, находился религиозный центр.
В X веке до н. э. уровень почвы был значительно ниже современного, поскольку он увеличивался примерно на 1 мм в год по мере наслоений на болотистые почвы. Благодаря этому сооружение было со временем покрыто осадками и сохранилось. Анаэробные условия почвы сохранили деревянные балки и другие объекты от гниения. Памятник был открыт в 1982 году, когда Френсис Прайор с группой археологов проводил в этих местах археологическую разведку.
Из-за интенсивного осушения окружающих земель многие деревянные конструкции стали высыхать, что создало угрозу их разрушения. Археологи организовали на месте музей и выставку, в одном из помещений которого часть деревянных конструкций поддерживается в режиме искусственного увлажнения. Кроме того, в том же музее реконструированы 2 круглых дома эпохи бронзового века и один дом железного века. Экспонатами музея на открытом воздухе является римская дорога, проходящая через древнее селение, и доисторическая дорога.
Часть деревянных столбов законсервирована; древесная целлюлоза была искусственно заменена восковым компонентом. Эта же технология использовалась для консервации Сихенджа. Ещё одна используемая технология консервации состоит в осушке путём промораживания.
В водоёмах вокруг Флэг-Фена были обнаружены вотивные приношения, например, сломанные кинжалы, помещённые друг на друга. Это заставляет предположить, что Флэг-Фен был культовым центром.